# Florence Lundborg
Florence Lundborg (1871 – 18 de janeiro de 1949) foi uma ilustradora e pintora americana conhecida por suas ilustrações de livros e pinturas de tempo de guerra.
Ela era membro, junto de Frank Burgess, do grupo de São Francisco chamado "Les Jeunes", o qual publicou The Lark na década de 1890. Lundborg foi responsável pela ilustração de algumas das capas.
Lundborg passou o inverno de 1899 estudando em Paris com James McNeill Whistler. Ela já havia estudado em São Francisco com Arthur Mathews na Escola de Artes da Califórnia.
Ela foi co-fundadora do Clube do Livro da Califórnia. Seus murais estavam na Sala do Chá no Edifício da Califórnia na Exposição Universal de 1915. Ela recebeu uma medalha de bronze na exposição por sua pintura a óleo. Ela recebeu comissões para pintar murais em casas privadas em Portland, Chicago, Nova York e São Francisco.
Em 1909, Lunborg viajou pela Europa com a artista e designer de livros Belle McMurtry. De 1915 a 1917, as duas dividiram um estúdio no Studio Building, em São Francisco. Elas se mudaram para Nova York em junho de 1917. Após se mudar para Nova York, Lundborg começou a ilustrar livros e ficou famosa por suas ilustrações de The Rubaiyat, Yosemite Legends e Odes and Sonnets. Enquanto em Nova York, ela também pintou murais e recebeu uma grande comissão pelo seu mural alegórico "Quest for Knowledge" ("Missão pelo Conhecimento" em português) instalado no Colégio Curtis em Staten Island, em 1933. O mural foi conservado e restaurado em 1999.

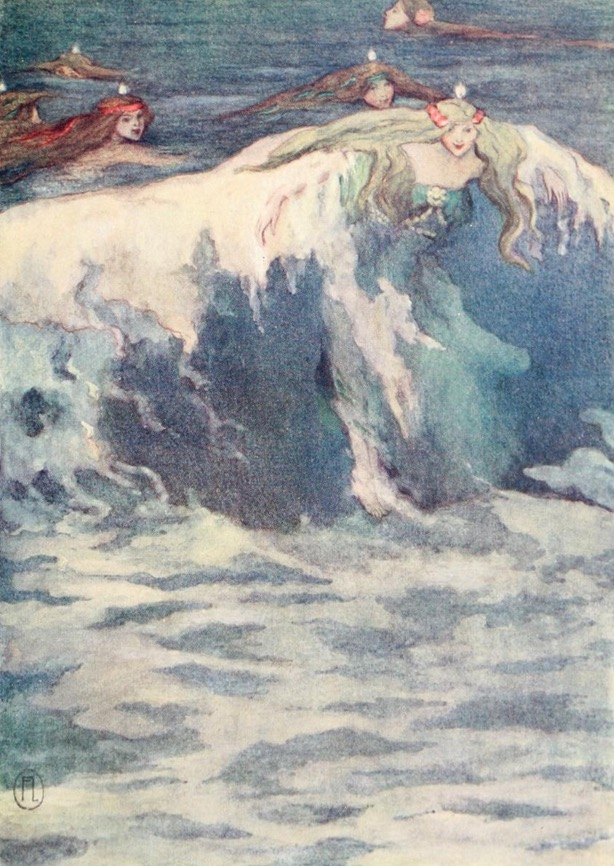
Nixies, de Honey-bee
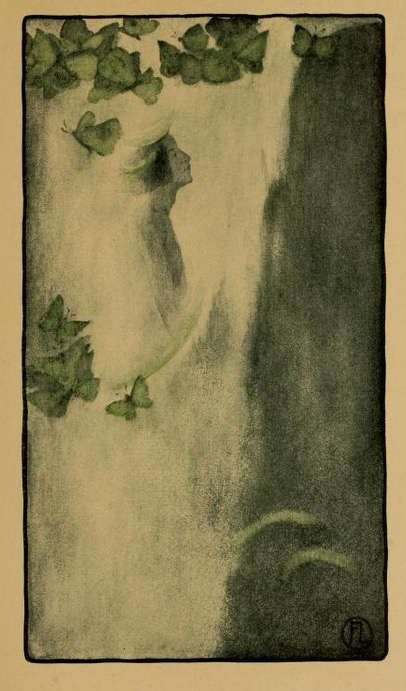
Ilustração de Yosemite legends
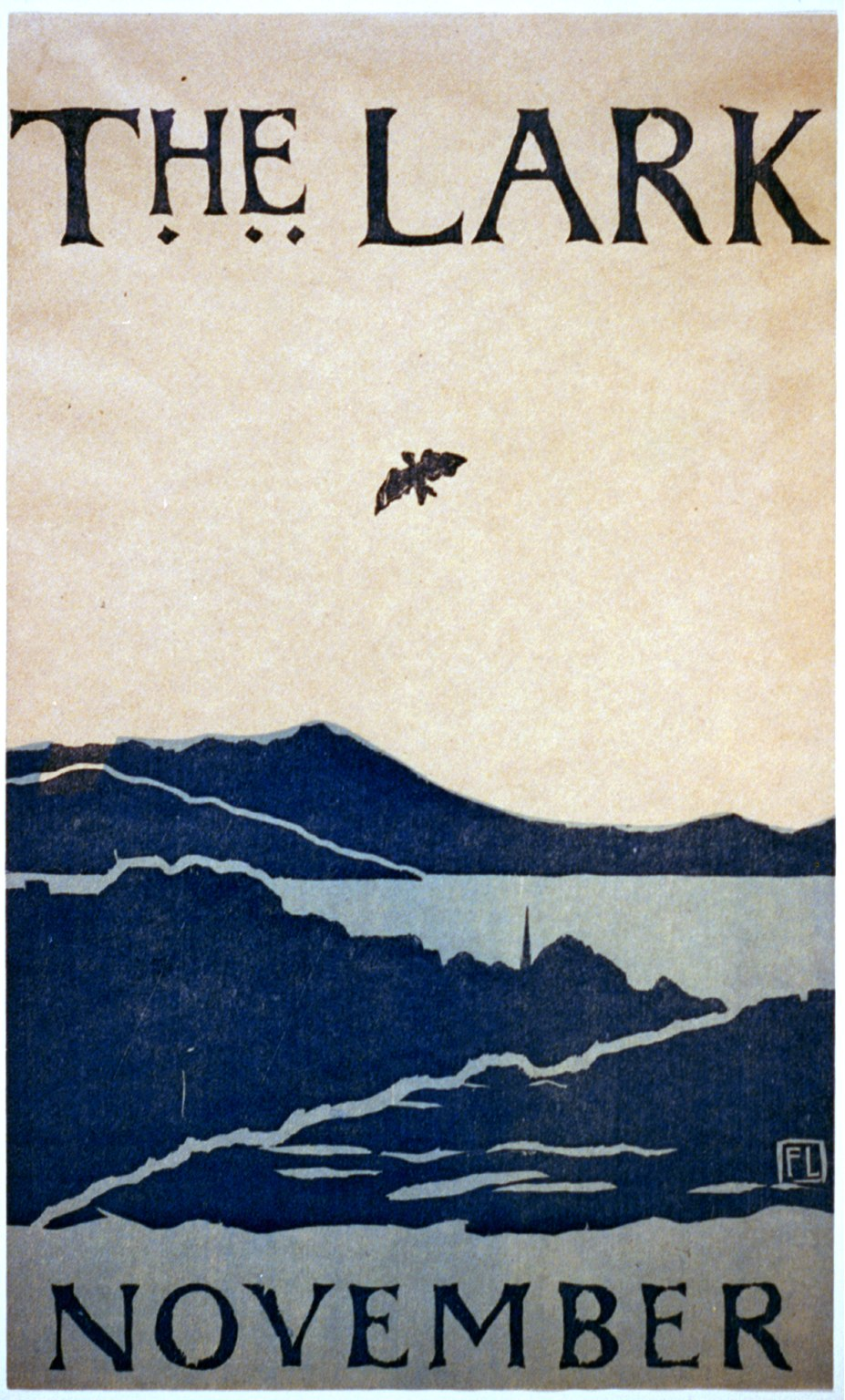
Capa do livro The Lark, 1895